# Hacettepe-Universität
Die Hacettepe-Universität in Ankara ist mit 49.582 Studierenden und 3638 akademischen Mitarbeitern eine der größten Universitäten der Türkei.

## Geschichte
Die Universität ist aus dem 1958 gegründeten Kinderspital hervorgegangen, auf dessen Basis 1963 eine Medizinuniversität gegründet wurde. Seit 1964 werden auch andere Studiengänge gelehrt. 1967 wurde die heutige Hacettepe-Universität gegründet.

## Gliederung
Heute gehören der Universität 14 Fakultäten, zwei Hochschulen, sechs Berufshochschulen, eine Musikhochschule, 14 Institute und 45 Forschungs- und Anwendungszentren an.

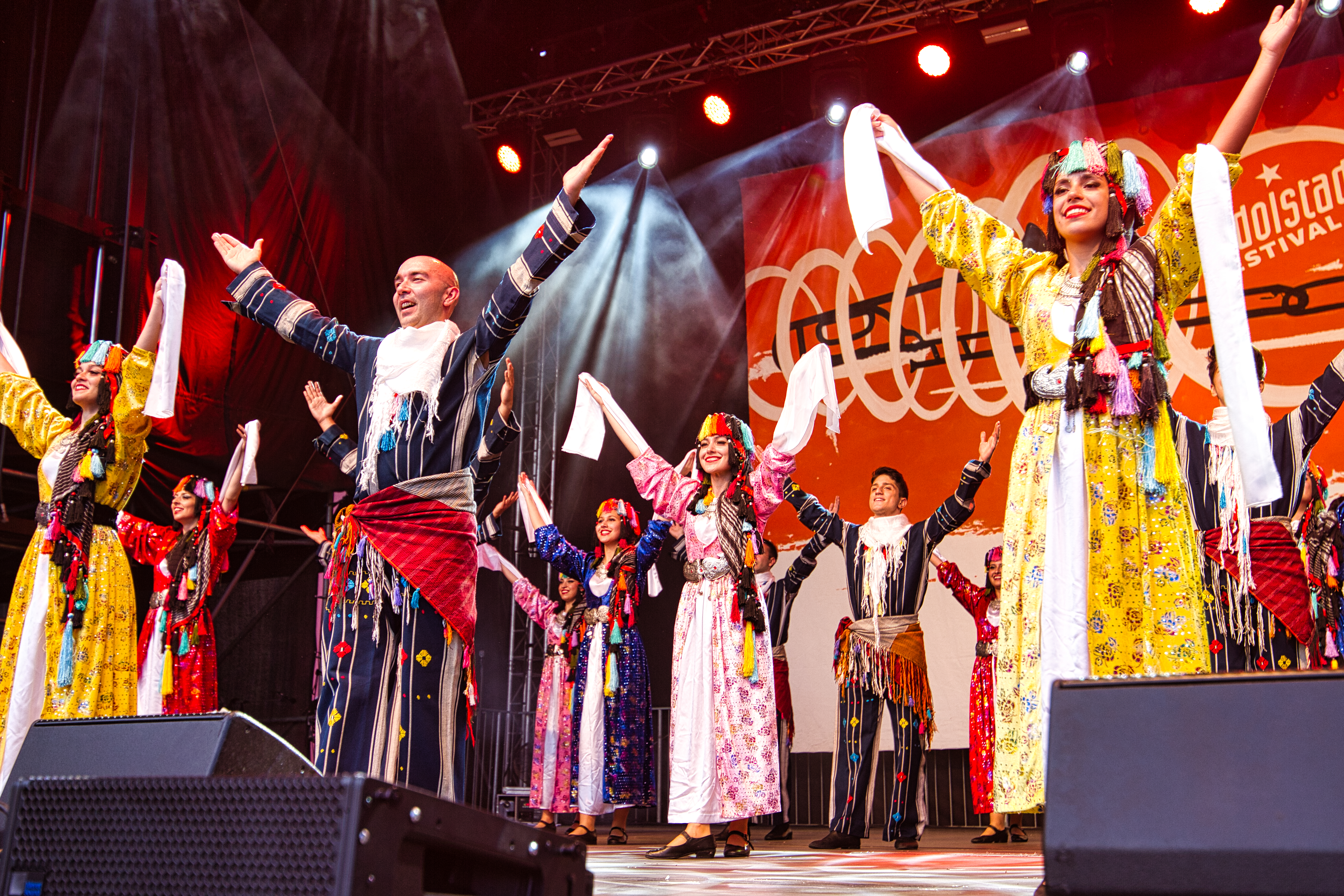
Die Volkstanzgruppe der Universität auf dem Rudolstadt-Festival 2023

### Fakultäten
- Fakultät für Zahnmedizin
- Fakultät für Pharmazie
- Philosophische Fakultät
- Erziehungswissenschaftliche Fakultät
- Naturwissenschaftliche Fakultät
- Fakultät für bildende Künste
- Fakultät für Jura
- Fakultät für Wirtschaft und Verwaltungswissenschaften
- Fakultät für Informationstechnologie
- Fakultät für Ingenieurwesen
- Medizinische Fakultät
- Kastamonu Medizinische Fakultät
- Fakultät für Gesundheitswissenschaften

### Hochschulen
- Hochschule für Berufstechnologie
- Hochschule für Sportwissenschaften und Technologie
- Hochschule für Sprachen
- Musikhochschule